# Acadèmia de la Força Aèria

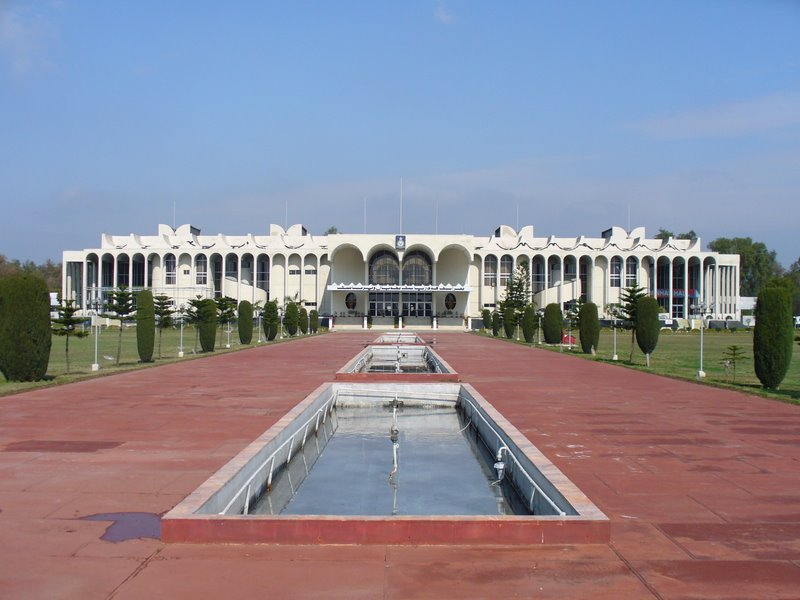
Vista de l'Acadèmia militar al Pakistan.

Una Acadèmia de la Força Aèria o una Acadèmia de l'Aire és una institució nacional que ofereix capacitació inicial per a oficials, possiblement inclou educació de nivell de pregrau, a cadets d'oficials de la força aèria que es preparen per ser oficials comissionats en una força aèria nacional. La primera acadèmia del aire del món va ser el col·legi de la RAF per a cadets (ara anomenat Royal Air Force College) que es va fundar l'1 de novembre de 1919 en un centre d'entrenament de vol de la Royal Navy. Moltes nacions tenen acadèmies de l'aire, algunes de les quals són:
- L'Acadèmia de la Força Aèria de la República de la Xina, fundada en 1928.
- L'Acadèmia de la Força Aèria Brasilera, fundada en 1960.
- L'Acadèmia Aeronautica d'Itàlia, fundada en 1923.
- L'Acadèmia de la Força Aèria de Bangladesh, fundada en 1974 com a Unitat d'Entrenament de Cadets.
- La Real Escola d'Oficials de la Real Força Aèria de Dinamarca, fundada en 1951.
- L'Acadèmia de l'Exèrcit de l'Aire de França.
- L'Acadèmia de la Força Aèria, Dundigul, Índia.
- La Egyptian Air Academy, fundada en 1951.
- L'Acadèmia de la Força Aèria Gagarin, Força Aèria de Rússia, fundada en 1940.
- L'Acadèmia Hel·lènica de la Força Aèria de Grècia, fundada en 1919 com l'Acadèmia militar d'Aviació, es va convertir a l'escola de la Força Aèria Grega en 1931.
- L'Acadèmia de la Força Aèria de la República de Corea, fundada com l'Acadèmia d'Aviació en 1949.
- L'Acadèmia de la Real Força Aèria Noruega, fundada en 1949.
- L'Acadèmia de la Força Aèria del Pakistan, fundada com una escola d'entrenament de vol en 1947, i que va esdevenir una universitat en 1948, va ser reformada com una acadèmia de vol en 1967.
- L'Acadèmia de la Força Aèria Polonesa, fundada en 1927.
- L'Acadèmia de la Força Aèria Portuguesa, fundada en 1978.
- L'Acadèmia de la Força Aèria de Sri Lanka, fundada en 1976.
- L'Acadèmia de la Força Aèria Turca, fundada en 1951.
- El Royal Air Force College Cranwell del Regne Unit, fundada en 1916 com una base d'entrenament aeri naval, es va convertir en una universitat de la força aèria en 1919.
- L'Acadèmia de la Força Aèria dels Estats Units, fundada en 1954.
- L'Acadèmia d'Enginyeria de la Força Aèria Zhukovsky, Força Aèria de Rússia, fundada en 1920.
- L'Acadèmia de la Força Aèria de Zhukovsky - Gagarin, de la Força Aèria Russa, va ser creada com a resultat de la fusió entre l'Acadèmia d'Enginyeria de la Força Aèria Zhukovsky, i l'Acadèmia de la Força Aèria Gagarin en 2008.
- L'Acadèmia de vol de la Força Aèria d'Israel, entrena a les tripulacions per operar en els avions de la Força Aèria Israeliana, entrena a pilots de combat, i a pilots d'helicòpter de transport militar, així com a navegants de combat i transport.